# شث بهلواني
شث بهلواني (الاسم العلمي:Dodonaea scurra) هو نوع من النباتات يتبع جنس الشث من الفصيلة الصابونية.